# Scaphinotus fissicollis
Scaphinotus fissicollis är en skalbaggsart som beskrevs av Leconte 1853. Scaphinotus fissicollis ingår i släktet Scaphinotus och familjen jordlöpare. Inga underarter finns listade i Catalogue of Life.